# Arona (Španělsko)
Arona je jednou z 31 obcí na španělském ostrově Tenerife. Nachází se na jihu ostrova, sousedí s obcemi Vilaflor, Adeje a San Miguel de Abona. Její rozloha je 81,79 km², v roce 2020 měla obec 81 216 obyvatel. Ekonomika obce je výrazně propojena s turismem. Nachází se zde známé resorty Los Cristianos a Playa de Las Americas. Je součástí Jihozápadní comarcy.